# Maerorichardia lugubris
Maerorichardia lugubris är en tvåvingeart som beskrevs av Willi Hennig 1937. Maerorichardia lugubris ingår i släktet Maerorichardia och familjen Richardiidae.
Artens utbredningsområde är Bolivia. Inga underarter finns listade i Catalogue of Life.